# Rite Here Rite Now
Rite Here Rite Now ist ein schwedischer Musikfilm aus dem Jahre 2024. Regie führten Tobias Forge und Alex Ross Perry. Der Film kombiniert Live-Aufnahmen mit der fiktiven Bandgeschichte der Band Ghost.

## Handlung
Der Film enthält Aufnahmen der Konzerte von Ghost im Kia Forum in Inglewood, die Ghost am 11. und 12. September 2023 im Rahmen ihrer Imperatour spielten. Es waren die beiden letzten Konzerte der Tournee, für die die Band ein Handyverbot aussprach, um Leaks zu vermeiden. Sänger Tobias Forge erklärte, dass die Band das Publikum als Statisten eingesetzt hätte. Beide Konzerte wären laut Forge „die besten Shows gewesen, die er je mit Ghost gemacht hätte“, weil er keine Handys sehen musste. Darüber hinaus enthält der Film noch erzählerische Geschichten, die Handlungsstränge aus der langjährigen Webserie der Band aufgreift. Dabei verschwindet Sänger Tobias Forge immer wieder hinter die Bühne, bevor kurze Sketche oder ernstere Passagen folgen.
In den ernsteren Passagen geht es um Ghosts Frontmann Papa Emeritus IV, der vom Sänger Tobias Forge verkörpert wird. Er kämpft mit sich selbst, da der Tourzyklus zu Ende geht und er, der Tradition der Bandgeschichte folgend, demnächst durch eine andere Person ersetzt werden wird. Papa Emeritus IV ist der am längsten amtierende Frontmann der Bandgeschichte, mit dem zwei Alben und zwei EPs veröffentlicht wurden. Im Backstage-Bereich trifft Papa Emeritus IV auf seine Eltern, die Sister Imperator und den Geist des ersten Ghost-Frontmannes Papa Nihil. Lange kämpfen die Eltern darum, Papa Emeritus IV klarzumachen, dass seine Zeit abgelaufen sei. Nach einem vertraulichen Gespräch wird Papa Emeritus’ Kreislauf der Unreife durchbrochen und er erhält von seinem Vater dringend benötigtes Wissen über das Leben und den Tod. Sister Imperator stirbt, woraufhin Papa Emeritus IV zum „Frater Imperator“ befördert wird. In einer Rückblende erfährt der Zuschauer, dass Sister Imperator zu Lebzeiten noch ein zweites Kind zur Welt brachte und ein „Neuer“ auf dem Weg sei.

## Hintergrund
Die Idee zu dem Film entstand vor mehr als einem Jahrzehnt, als die Band Ghost von dem US-amerikanischen Plattenlabel Loma Vista unter Vertrag genommen wurde. Dessen Inhaber Tom Whalley fragte den Sänger Tobias Forge, was die Geschichte der Band wäre, da er es unverzichtbar fand, eine Geschichte zu erzählen, um neue Fans zu erreichen.

„Ich erklärte ihm, dass es keine wirklich spannende Geschichte gibt, weil wir eine ganz neue 'Baby'-Band seien. Und noch viel wichtiger: Wir waren eine anonyme 'Baby'-Band. Doch ich versprach ihm auch, dass ich mir eine Geschichte ausdenken würde, wenn er eine haben will. Dieser Film ist die Frucht jener Unterhaltung.“

In den Hauptrollen sind die Band, Maralyn Facey, Alan Ursillo, Ashley McBride und Kevin Kaufmann zu sehen. Zum Produktionsteam von Popecorn Cinematic Pictures gehörten Craig Butta, Devin Dehaven, Kristen Mulderig, Rick Sales und Jonas Åkerlund. Lange war die Umsetzung des Projekts ungewiss. Laut Tobias Forge hätten mehrere große Streaming-Anbieter offen gesagt, dass niemand an Konzertfilmen interessiert wäre. Dies änderte sich erst nach dem Erfolg von Taylor Swifts Konzertfilm Taylor Swift: The Eras Tour.
Der Film wurde in der Zeit vom 20. bis 23. Juni 2024 in über 1800 Kinos in 49 Territorien aufgeführt. Die Premiere in Deutschland war im Berliner Zoo Palast. Zahlreiche Kinos kündigten Sondervorstellungen an. Für den 6. Dezember 2024 kündigte die Band eine Veröffentlichung des Films auf DVD, Blu-ray, 4K sowie als limitierte VHS-Version an.

## Rezeption

### Rezensionen
Simon Ludwig vom deutschen Magazin Metal Hammer lobte die Musiker von Ghost, die sich kein bisschen ernst nehmen. Dies würde dem Film im Vergleich zum „vermurksten“ Metallica-Film Metallica Through the Never guttun. Surej Singh vom britischen Magazin New Musical Express beschrieb den Film als „grandios-schaurigen Spaß“, der für Gelegenheitshörer eine „genießbare Erfahrung“ und für Die-Hard-Fans „essentiell“ sei. Singh vergab vier von fünf Punkten. Catherine Bray von der britischen Zeitung The Guardian hingegen kritisierte die Skits zwischen den Konzertaufnahmen als „albern“ und bewertete den Film mit zwei von fünf Punkten.

### Erfolg
Der Film spielte während der vier Tage, in denen er aufgeführt wurde, insgesamt 5,04 Millionen Dollar ein und belegte damit weltweit Platz neun der Kinocharts. Alleine in Nordamerika spielte der Film rund 2,65 Millionen Dollar ein und wurde damit der erfolgreichste Hard-Rock-Kinofilm aller Zeiten. In Deutschland erreichte der Film Platz drei der Kinocharts und spielte rund 332.000 Dollar ein.

## Soundtrack
Am 26. Juli 2024 wurde der offizielle Soundtracks des Films veröffentlicht. Das bisher unveröffentlichte Lied The Future Is a Foreign Land erschien am 21. Juni 2024 und ist das dritte Lied der so genannten „1969 Sessions“, aus der die beiden Lieder der EP Seven Inches of Satanic Panic entstammte. Alle anderen Titel wurden bei den beiden Konzerten in Los Angeles mitgeschnitten. Der Soundtrack erreichte Platz eins der schwedischen, Platz sechs der deutschen, Platz sieben der österreichischen, Platz neun der Schweizer und Platz zehn der britischen Albumcharts.